# Krummesse
Krummesse est une commune allemande du Schleswig-Holstein, située dans l'arrondissement du duché de Lauenbourg (Kreis Herzogtum Lauenburg). Elle comprend une partie du village de Krummesse dont le reste est rattaché à la ville de Lübeck. Krummesse fait partie de l'Amt Berkenthin qui regroupe onze communes autour de Berkenthin.
La ville est jumelée avec la commune de Bonningues-lès-Calais en France.